# The Transformers The Movie: Original Motion Picture Soundtrack
| Оценки критиков | Оценки критиков |
| Источник        | Оценка          |
| --------------- | --------------- |
| AllMusic        | [ 1 ]           |
| Sputnikmusic    | [ 2 ]           |

The Transformers The Movie: Original Motion Picture Soundtrack (с англ. — «Трансформеры Фильм: Оригинальный саундтрек к фильму») — саундтрек 1986 года к мультфильму «Трансформеры». Он был выпущен в США на лейбле Scotti Bros. Records на долгоиграющей пластинке и кассете. Он был выпущен в Японии компанией Pony Canyon на звуковом компакт-диске в 1989 году. В 1992 году Scotti Bros. выпустил альбом на CD в США. К 1999 году он был впоследствии переиздан возможной компанией-преемником Volcano Entertainment, и переиздан в 2007 году с обновлённой обложкой и 4 бонус-треками.

## Трек-лист
1. «The Touch[англ.]» (Исполнитель: Стэн Буш) (Продюсер: Ричи Уайз)
2. «Instruments of Destruction» (Исполнители: N.R.G.) (Продюсер: Эрни Бернс)
3. «Death of Optimus Prime» (Исполнитель: Винс ДиКола[англ.]) (Продюсеры: Винс ДиКола и Эд Фрюге)
4. «Dare» (Исполнитель: Стэн Буш) (Продюсеры: Винс ДиКола и Ричи Уайз)
5. «Nothin’s Gonna Stand in Our Way» (Исполнители: Spectre General[англ.])[4] (Продюсеры: Рэнди Бишоп и Спенсер Проффер[англ.])
6. «The Transformers (Theme)» (Исполнители: Lion[англ.]) (Продюсер: Ричи Уайз)
7. «Escape» (Исполнитель: Винс ДиКола) (Продюсеры: Винс ДиКола и Эд Фрюге)
8. «Hunger» (Исполнители: Spectre General[англ.])[4] (Продюсер: Спенсер Проффер)
9. «Autobot/Decepticon Battle» (Исполнитель: Винс ДиКола) (Продюсеры: Винс ДиКола и Эд Фрюге)
10. «Dare to Be Stupid[англ.]» (Исполнитель: «Странный Эл» Янкович) (Продюсер: Рик Дерринджер[англ.])

## Переиздание 2007 года
29 мая 2007 года саундтрек был выпущен в специальном выпуске к 20-й годовщине, как и мультфильм, когда он был выпущен на DVD 7 ноября 2006 года. Эта версия включает в себя все 10 треков из оригинального саундтрека, а также совершенно новый бонусный материал, предоставленный Винсом ДиКолой, композитором и продюсером музыки к мультфильму. Бонусный материал включает в себя три дополнительных трэка и альтернативную версию «Transformers Theme» в исполнении Стэна Буша.

### Трек-лист
1. «The Touch»
2. «Instruments of Destruction»
3. «Death of Optimus Prime»
4. «Dare»
5. «Nothin’s Gonna Stand in Our Way»
6. «The Transformers (Theme)»
7. «Escape»
8. «Hunger»
9. «Autobot/Decepticon Battle»
10. «Dare to Be Stupid»
11. «Unicron Medley»
12. «Moon Base 2 — Shuttle Launch»
13. «Megatron Must Be Stopped — Parts 1 and 2»
14. «The Transformers (Theme) (Alternate Version)»